# Calolampra indonesica
Calolampra indonesica är en kackerlacksart som först beskrevs av Bei-Bienko 1965.  Calolampra indonesica ingår i släktet Calolampra och familjen jättekackerlackor. Inga underarter finns listade.